# CestMocro

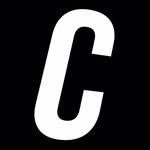
Logo van het account

CestMocro is een Nederlands Instagram-account. Met meer dan 1,1 miljoen volgers (januari 2025) is het een van de meest gevolgde nieuwskanalen op Instagram met Nederlandstalig nieuws.
CestMocro begon op Snapchat, maar startte in 2017 op Instagram met een mix van nieuws en grappige filmpjes. In de loop van de tijd ging het zich enkel richten op nieuws. In 2019 werd het account genomineerd voor een VEED Award waarvoor CestMocro een stand-in stuurde om anoniem te blijven. Sinds 2023 is het account ook aanwezig op TikTok. Het kanaal maakt voornamelijk gebruik van bestaande westerse nieuwsbronnen zoals de NOS, RTL Nieuws en CNN. Met uitzondering van berichten die gaan over het Gaza-conflict, dan worden vooral niet-westerse nieuwsbronnen gebruikt zoals Al Jazeera. Die nieuwsbronnen worden kort samenvat en voorzien van pakkende koppen, door sommigen ook ervaren als opruiende koppen en clickbait. CestMocro had ook nog een ander Instagram-account genaamd CestMocroTV. Dat account is verwijderd na overtreding van de Instagramregels.
CestMocro sluit vooral aan bij jongeren – met name jongeren met een migratieachtergrond – vanwege de korte en visueel aantrekkelijke berichten, met onderwerpen die jongeren aanspreken. Volgens socialmediaonderzoeker Amber van der Wal dragen ook het ongefilterde karakter, in de vorm van schokkende filmpjes, en de ongemodereerde reacties bij aan de aantrekkingskracht.

## Kritiek
CestMocro wordt enerzijds gewaardeerd omdat het jongeren betrekt bij het nieuws. Tegelijkertijd wordt het kanaal ook bekritiseerd omdat het desinformatie zou verspreiden, zoals het bericht – aangepast overgenomen van Hart van Nederland – waarin een moeder suggereert dat kinderen tijdens de week van lentekriebels in groep 1 leren over masturbatie. Ook het feit dat de beheerder anoniem, en onbereikbaar is en zich niet aan een journalistieke code hoeft te houden en dus niet aangesproken kan worden op fouten, wordt problematisch gevonden.
Uit ervaring van sommigen, waaronder journalist Adriaan ter Braack, blijkt dat kritische reacties op CestMocro zelf wel verwijderd worden.
In oktober 2023 deed het CIDI aangifte tegen CestMocro en enkele reageerders vanwege het aanzetten tot haat en geweld tegen Joden – in die periode domineerde de oorlog in Gaza het nieuws. In de nasleep van de ongeregeldheden na de wedstrijd Ajax-Macabi op 7 en 8 oktober 2024, opperde de BBB om CestMocro te verbieden vanwege antisemitische comments. Zowel CestMocro als verschillende juristen vonden dit voorstel een te ver gaande vorm van censuur.

## Links
Cestmocro Instagram
CestmocroHQ Instagram